# Honghe
Honghe (chiń. 红河哈尼族彝族自治州; pinyin: Hónghé Hānízú Yízú Zìzhìzhōu) – prefektura autonomiczna mniejszości etnicznej Hani i Yi w Chinach, w prowincji Junnan. Siedzibą prefektury jest Mengzi. W 1999 roku liczyła 3 908 063 mieszkańców.